# Castillo de Elda
El castillo de Elda es una fortificación construida entre los siglos XII y XIII en la localidad del mismo nombre, en la provincia de Alicante (España).
Es  Bien de Interés Cultural con categoría de  Monumento.

## Historia

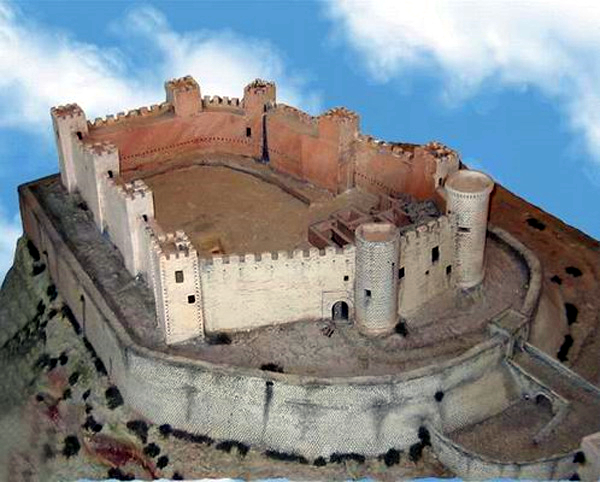
Maqueta de cómo era el castillo de Elda, que se puede visitar en el museo etnológico de la ciudad.

En el año 1172, la derrota almohade en la batalla de Huete (Cuenca), y el peligro del avance cristiano, llevaron al reino taifa de Murcia a favorecer la llegada de población y a fortificar enclaves estratégicos en el valle del Vinalopó, entre ellos la primitiva fortaleza de Elda, un alcázar emplazado en un pequeño cerro junto al río, construido y mantenido por los almohades entre los años 1172 y 1243, y que protegía la comunidad que iría conformando la Elda islámica, como demuestran los restos arqueológicos hallados en el núcleo histórico de la ciudad.
Después de la conquista cristiana del lugar, entre mediados del siglo siglo XIII e inicios del siglo XV, la fortaleza y la comunidad asentada en su entorno pasaron por un período turbulento, cambiando frecuentemente de propietarios, por cesiones y compraventas, que cambiaron su estructura y fisonomía de acuerdo con la época y los hechos que acontecían, dado el carácter eminentemente militar de esta fortificación, que participó activamente en los actos bélicos que se desarrollaron en la zona, al ser utilizado como base de operaciones.
Durante este periodo, el castillo mantuvo, a grandes rasgos, la estructura defensiva heredada del período islámico. No obstante, se pudieron producir obras o mejoras de carácter defensivo, como el refuerzo de murallas y torres. Las reformas y cambios fueron, asimismo, de carácter residencial, acondicionando la fortaleza como lugar adecuado para sus sucesivos señores. Datos arqueológicos recientes hacen pensar que entre la conquista cristiana y el año 1308 se pudo construir en el castillo el templo de Santa María, probablemente el primer edificio de culto cristiano de la Elda medieval. A finales del siglo XIII y hasta principios del siglo XVI la zona extramuros meridional y suroriental del castillo se utilizó como lugar de enterramiento.
A finales del siglo XIV y principios del XV sufrió una importante modificación, acometiéndose obras de refuerzo y reformas en sus murallas, para incrementar su guarnición y defensa. Por este tiempo fue posesión de doña Violante y posteriormente de los condes de Cocentaina, los Corella. Por necesidades económicas, el 4 de septiembre de 1513 el conde vendió Elda, Petrel y Salinas a Juan de Coloma, cristiano viejo procedente de Borja pero plebeyo.
La residencia de la familia Coloma en estas tierras durante todo el siglo XVI y parte del XVII, dio lugar a la transformación definitiva de la fortaleza militar medieval en Palacio Condal. Estos cambios fueron muy notables en su aspecto externo e interno, como parece quedar patente en la modificación de la puerta de acceso, la construcción de torres circulares y de una serie de habitaciones de carácter más o menos señorial, destacando una pequeña capilla religiosa, la construcción de una gran cisterna de agua, dependencias domésticas y para el servicio, que están enterradas y que hasta el momento no han sido excavadas.
La decadencia y deterioro de esta fortaleza comenzó después de la bonanza económica del siglo XVI. La expulsión de la población morisca ocasionó perjuicios económicos muy graves a los condes de Coloma, por falta de recaudación de impuestos, que se vieron obligados a trasladarse a Valencia, fijando allí su residencia, y comenzando así el deterioro de la fortaleza.
En el siglo XIX el proceso de deterioro se vio acelerado. Debido a los cambios políticos que se sucedían en España, fue adquirido por el Estado español en 1841, y luego subastado por 121 000 reales en 1848. Después de algún intento de demolición, en 1842, con el fin de construir un puente sobre el río Vinalopó aprovechando su sillería, y del intento de transformación en cárcel, en 1844, para el Juzgado de 1.ª Instancia, se llegó acondicionar en él un espacio para la realización de funciones teatrales, actuaciones de cómicos y suelta de novillos, en 1846.
Su nuevo dueño, Pedro León Navarro y Vidal (1866-1886), maestro de obras, lo derribó, siendo entonces cuando se expoliaron sus mármoles, sillería, maderas, artesonados, muebles, metales etc.
Finalmente, en 1879 fue construido el puente sobre el Vinalopó, cuyas columnas y arcadas fueron levantadas con la sillería de las torres circulares.

## Estado de conservación

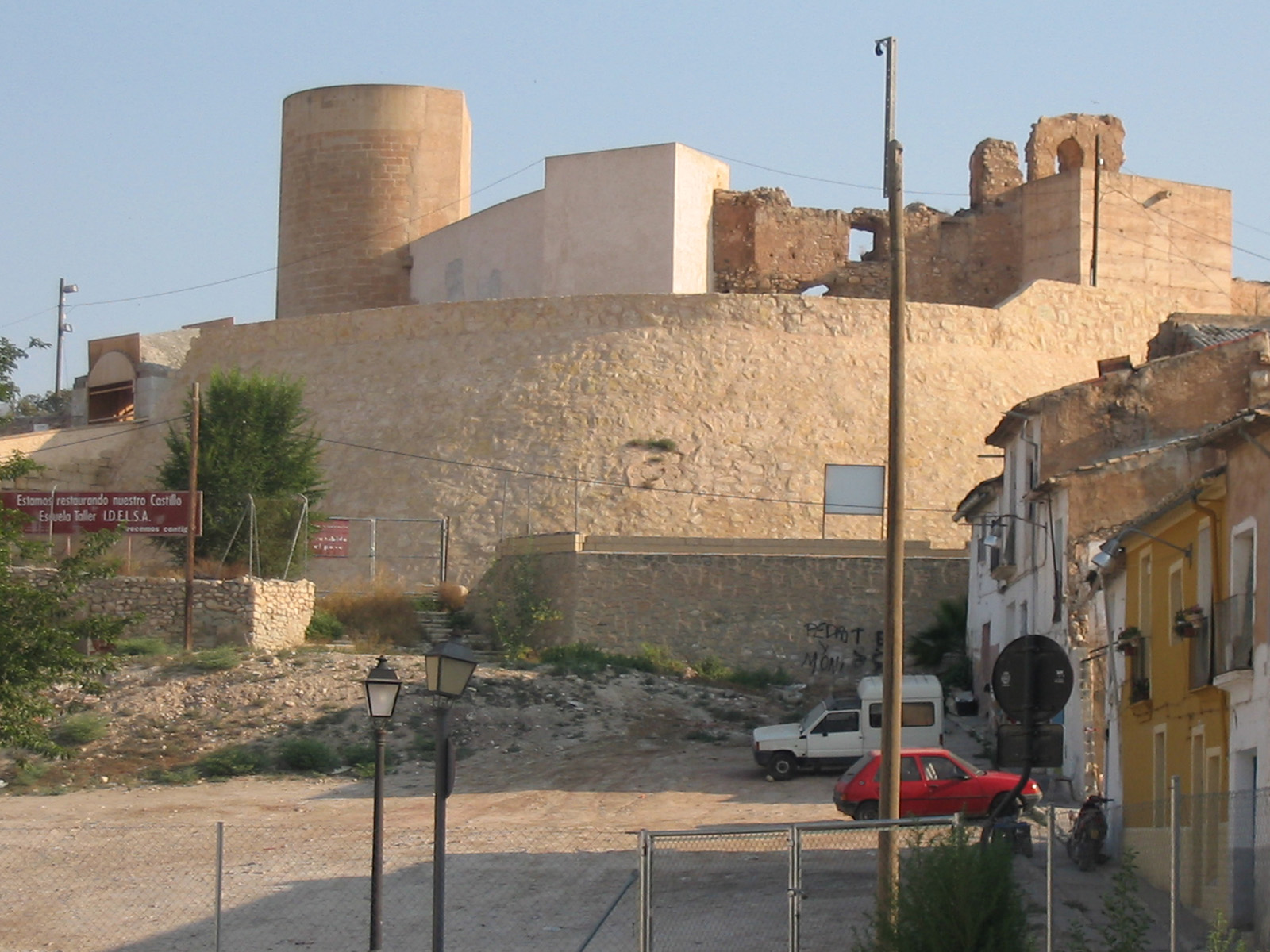
Estado actual del castillo.

Aunque se encuentra en estado de ruina, desde 1983 se desarrollan trabajos de reconstrucción. Estudios y exposiciones realizadas por Teófilo Rico Verdú, tratan de impulsar actuaciones que permitan conocer y recuperar este enclave. 

## Protección
Existe un trabajo en Multimedia sobre la posible reconstrucción del Castillo Palacio de Elda con vistas internas de las estancias reconstruidas, y su posible aprovechamiento para hacer un museo sobre el castillo. El trabajo fue realizado por Teófilo Rico Verdú y duró tres años de investigación arqueológica asesorada por el Arqueólogo Municipal y director del Museo Arqueológico de la Ciudad de Elda. Durante esta investigación se descubrieron nuevos datos sobre dicha fortificación y sus dueños anteriores, así como sus modificaciones durante las épocas islámicas y cristianas.
Se halla bajo la protección de la declaración genérica del Decreto de 22 de abril de 1949
y la Ley 16/1985 sobre el Patrimonio Histórico Español.